# Thai-German Institute
Das Thai-German Institute (TGI) gehört zum thailändischen Industrieministerium. Das TGI wurde im September 1992 als gemeinsame Initiative der Regierung des Königreichs Thailand und der Regierung der Bundesrepublik Deutschland gegründet. Um seine Ausrichtung auf die Industrie zu betonen, wurde TGI als unabhängige Einrichtung außerhalb des formalen Bildungssystems gegründet, deren Betrieb unter der Aufsicht der Stiftung für industrielle Entwicklung und einer umfassenden Aufsicht durch das Industrieministerium steht. Das TGI nahm  1995 in einer Zone nördlich von Bangkok mit Unterstützung des deutschen multinationalen Unternehmens Festo den Betrieb auf. Das TGI war damals das größte Joint-Venture-Projekt in Thailand. Der erste Schulungskurs von TGI begann im Januar 1998.
Das TGI beschäftigt sich u. a. mit Künstlicher Intelligenz (KI).